# Ruben Block
Ruben Block (Lier, 26 juni 1971) is een Vlaamse zanger en gitarist. Hij is vooral bekend als frontman, gitarist en leadzanger van de Belgische melodieuze hardrockband Triggerfinger.

## Biografie
Block kwam in zijn jeugd met de gitaar in contact via schoolkameraad Pieter Embrechts. Hij studeerde aan de Sint-Lucasschool (Gent) en richtte begin jaren 80 zijn eerste groep Franky & The Rednecks op, waarmee hij de volgende jaren rockabilly speelde in een wisselende bezetting.
In 1992 richtte hij de groep Tiny Tinne & The Texas Jumpers op samen met drummer Koen Verbeek. De zangeres van de groep werd Martine Vanhoof. Al gauw werd de groepsnaam in Sin Alley veranderd. In 1994 kwam er een eerste EP en het eerste album Headin' For Vegas verscheen in 1995. Het geluid van de groep bevatte ondertussen al meer psycho-, garage- en surfelementen. Op het einde van het jaar verliet drummer Koen Verbeek echter de band en hij werd door Johnny Z en daarna door Ivo Tops opgevolgd. Er werd nog een dubbele single uitgebracht in 1996, maar de band doofde uit.
Enige tijd later richtte Block met zangeres Martine Verhoof een nieuwe band op, AngeliCo. De eerste contacten voor de samenstelling van deze nieuwe groep vonden plaats in Antwerpen, alwaar zij allen repeteerden met hun vorige bands. Axl Peleman werd bassist. Ook Mario Goossens speelde enige tijd bij de groep. De nieuwe groep kreeg meteen een contract bij Universal Records en in het voorjaar van 2000 verscheen de eerste single. Dankzij de goede airplay mocht men optreden op het Axion Beach Rock-festival in Zeebrugge. Dat jaar verscheen ook het album No rest for the wicked. Na enkele jaren doofde ook deze band uit. In 2002 speelde Block tijdelijk als vervangend gitarist op een theatertournee van Monza.
Ondertussen was Block in een nieuwe groep begonnen, Triggerfinger, met bassist Wladimir Geels en opnieuw drummer Mario Goossens. Wladimir Geels werd later vervangen door Paul Van Bruystegem. De groep speelde luide stonerrock en hardrock. Het debuutalbum Triggerfinger verscheen in 2004. Met Triggerfinger kende Block opnieuw succes, onder meer met de liveoptredens. Hij trad zo de volgende jaren meermaals op op Rock Werchter, Pukkelpop en Pinkpop.
Buiten zijn bands speelt Block soms in andere gelegenheidsgroepen. Zo speelde hij een tijd bij Living Roots, een rondtoerende Belgische groep met wisselende bezetting en soms gaf hij solo-optredens op kleinere podia. Hij trad ook aan als gitarist bij een tournee van Rick de Leeuw en Jan Hautekiet in 2009. Eind 2009 zong hij op het concert Smart, waar hij met andere rockers als Mauro Pawlowski en Frank Vander linden een aparte versie van Nederlandstalige smartlappen zong.
Zijn neef Philip Bosschaerts is frontman van Mintzkov. Block was hun 'Mistery Guest' bij Red Bull Soundclash 2010. Ze speelden samen een cover van Kelis'  Acapella en wonnen hierdoor van Customs.